# Челе ди Сан Вито
Чѐле ди Сан Вѝто (на италиански: Celle di San Vito, на франкопровансалски Celle di Sant Uite, Челе ди Сант Уите) е село и община в Южна Италия, провинция Фоджа, регион Пулия. Разположено е на 726 m надморска височина. Населението на общината е 177 души (към 2010 г.).
В това село живее франскопровансалксо общество. Заедно със съседната община Фаето, Челе ди Сан Вито е единственият езиков остров извън франкопровансалския район на Алпите. Франкопровансалците са се заселили тук в XIII век.